# Daiva Jodeikaitė
Daiva Jodeikaitė (ur. 1 kwietnia 1966 roku w Rakiszkach) – litewska koszykarka.

## Życiorys
Legendarna koszykarka Łódzkiego Klubu Sportowego, którego barw broniła przez 15 lat. Przed przyjazdem do Łodzi grała w litewskim Skibritis Wilno. Występowała na pozycji skrzydłowej (184 cm). Dwukrotnie wygrywała klasyfikacje najskuteczniejszej koszykarki polskiej ekstraklasy - w sezonie 1991/92 (najwięcej punktów) i 2001/02 (najwięcej punktów i najwyższa średnia). W polskiej ekstraklasie w barwach ŁKS wystąpiła 441 razy rzucając 7621 punktów, co daje imponującą skuteczność 17,28 punktów na mecz. Dwukrotnie została wybrana do najlepszej "piątki ligi" w rankingu Przeglądu Sportowego - za sezony 1997/98 i 2001/02.
Wraz z ŁKS zdobyła: 7 medali Mistrzostw Polski - 2 złote, 3 srebrne i 2 brązowe oraz dwa Puchary Polski.
Wielokrotna reprezentantka swojego kraju.
W sezonie 2008-2009 trenowała koszykarki Widzewa Łódź występujące w 1 Centralnej Lidze Kobiet.
W latach 2012-2014, grała w klubie UKS Basket Aleksandrów Łódzki.